# Thẩm Kim Long
Thẩm Kim Long (giản thể: 沈金龙; phồn thể: 沈金龍; bính âm: Shěn Jīnlóng; sinh tháng 10 năm 1956) là Thượng tướng Hải quân Quân Giải phóng Nhân dân Trung Quốc. Ông là Ủy viên Ban Chấp hành Trung ương Đảng Cộng sản Trung Quốc khóa XIX, nguyên Tư lệnh Hải quân Quân Giải phóng Nhân dân Trung Quốc. Trước khi được bổ nhiệm làm Tư lệnh Hải quân Trung Quốc, ông từng làm Tư lệnh Hạm đội Nam Hải.

## Tiểu sử
Thẩm Kim Long sinh tháng 10 năm 1956, người huyện Nam Hối, tỉnh Giang Tô (nay thuộc quận Phố Đông, thành phố Thượng Hải). Ông từng đảm nhiệm các chức vụ như Chi đội trưởng Chi đội 10 tàu khu trục thuộc Hạm đội Bắc Hải, Tư lệnh Căn cứ bảo đảm Lữ Thuận thuộc Hạm đội Bắc Hải.
Năm 2010, Thẩm Kim Long giữ chức Viện trưởng Học viện Tàu chiến Đại Liên. Tháng 7 năm 2010, ông được thăng quân hàm Thiếu tướng Hải quân. Năm 2011, ông được bổ nhiệm làm Viện trưởng Học viện Chỉ huy Hải quân.
Tháng 9 năm 2014, ông được bổ nhiệm giữ chức Phó Tư lệnh Hạm đội Nam Hải. Tháng 12 năm 2014, ông được cử làm Phó Tư lệnh Quân khu Quảng Châu kiêm Tư lệnh Hạm đội Nam Hải.
Ngày 1 tháng 2 năm 2016, Chủ tịch Quân ủy Trung ương Tập Cận Bình ra tuyên bố giải thể 7 đại quân khu, thành lập 5 chiến khu. Thẩm Kim Long được cử làm Phó Tư lệnh Chiến khu Nam bộ Quân Giải phóng Nhân dân Trung Quốc kiêm Tư lệnh Hải quân Chiến khu Nam bộ. Chiều ngày 29 tháng 7 năm 2016, Hải quân Trung Quốc đã tổ chức buổi lễ thăng quân hàm sĩ quan cấp tướng ở Bắc Kinh, ông được thăng quân hàm từ cấp Thiếu tướng lên cấp Trung tướng (Phó Đô đốc).
Tháng 1 năm 2017, Thẩm Kim Long được bổ nhiệm giữ chức vụ Tư lệnh Hải quân Quân Giải phóng Nhân dân Trung Quốc. Ngày 24 tháng 10 năm 2017, tại phiên bế mạc Đại hội Đảng Cộng sản Trung Quốc lần thứ XIX, ông được bầu làm Ủy viên Ban Chấp hành Trung ương Đảng Cộng sản Trung Quốc khóa XIX. Tháng 7 năm 2019, ông được phong quân hàm từ Trung tướng lên Thượng tướng.